# أليسون ستيفنز
أليسون ستيفنز (بالإنجليزية: Alison Stephens)‏ هي عازفة مندولين بريطانية، ولدت في 1 مارس 1970 في كنت في المملكة المتحدة، وتوفيت في 10 أكتوبر 2010 في كامبريدج في المملكة المتحدة بسبب سرطان عنق الرحم.

## وصلات خارجية
- أليسون ستيفنز على موقع IMDb (الإنجليزية)
- أليسون ستيفنز على موقع ميوزك برينز (الإنجليزية)
- أليسون ستيفنز على موقع ديسكوغز (الإنجليزية)